# Kenneth Kiprop Kipkemoi
Kenneth Kiprop Kipkemoi (* 2. August 1984) ist ein, kenianischer Langstreckenläufer. Seine bevorzugten Strecken sind der 5000-Meter-Lauf, der 10.000-Meter-Lauf (Bahn und Straße), Halbmarathon und Crossläufe.

## Werdegang
Im Jahr 2012 und 2016 wurde Kipkemoi Kenianischer Meister über die 10.000-Meter-Distanz. Auf internationaler Ebene wurde er 2012 Afrikanischer Meister. Mit 26:52,65 min (Brüssel 2012) liegt er in dieser Disziplin auf Rang 35 der ewigen Weltrangliste.
Bereits mehrfach unterbot Kipkemoi die 60-Minuten-Marke beim Halbmarathon. Mit seiner Bestzeit von 59:01 min (Valencia 2014) ist er an 15. Stelle der ewigen Halbmarathon-Bestenliste.
Im April 2018 gewann er den Rotterdam-Marathon in 2:05:44 h mit persönlicher Bestzeit. Im Oktober 2023 gewann er den Eindhoven-Marathon in einer neuen persönlichen Bestzeit von 2:04:52 h.

### Doping
In einer Probe, die am 12. September 2019 genommen wurde, konnte die verbotene Substanz Terbutalin nachgewiesen werden. Im Februar 2020 wurde Kipkemoi von der Athletics Integrity Unit (AIU) suspendiert. Später wurden seine Ergebnisse vom 10. September 2019 bis 25. Februar 2020 annulliert und er bis zum 24. Februar 2022 gesperrt. Nach Ablauf seiner Sperrzeit ist Kipkemoi nun wieder als Langstreckenläufer aktiv.

## Persönliche Bestzeiten
| Strecke               | Zeit         | Jahr   |
| --------------------- | ------------ | ------ |
| 5000 m                | 13:03,07 min | (2012) |
| 10.000 m Bahn         | 26:52,65 min | (2012) |
| 10-km-Straßenlauf     | 27:43 min    | (2014) |
| 15-km-Straßenlauf     | 41:57 min    | (2014) |
| 10-Meilen-Straßenlauf | 46:28 min    | (2015) |
| 20-km-Straßenlauf     | 55:58 min    | (2014) |
| Halbmarathon          | 59:01 min    | (2014) |
| 25-km-Straßenlauf     | 1:12:32 h    | (2014) |
| Marathon              | 2:04:52 min  | (2023) |

## Erfolge bei Internationalen Meisterschaften
| Jahr  | Platzierung | Strecke               | Event                                       | Zeit         |
| ----- | ----------- | --------------------- | ------------------------------------------- | ------------ |
| 2014: | 10          | Halbmarathon (Einzel) | Halbmarathon-Weltmeisterschaften Kopenhagen | 60:29 min    |
| 2014: | 2           | Halbmarathon (Team)   | Halbmarathon-Weltmeisterschaften Kopenhagen | 2:59:38 h    |
| 2013: | 7           | 10.000 m              | Leichtathletik-Weltmeisterschaften Moskau   | 27:28,50 min |
| 2012: | 1           | 10.000 m              | Afrikanische Meisterschaften                | 27:19,74 min |
| 2011: | 2           | Halbmarathon          | Afrikaspiele Maputo (Mosambik)              | 64:44 min    |

## Nationale Erfolge
| Jahr  | Wettkampf                                        | Strecke  |
| ----- | ------------------------------------------------ | -------- |
| 2016: | Kenianische Meisterschaften (1. Platz)           | 10.000 m |
| 2013: | Kenianische Weltmeisterschafts-Trials (3. Platz) | 10.000 m |
| 2012: | Kenianische Meisterschaften (1. Platz)           | 10.000 m |

## Erfolgreiche Rennen (Auswahl)
| Jahr  | Platz | Wettkampf    | Zeit     | Event                              | Ort                       | Datum        |
| ----- | ----- | ------------ | -------- | ---------------------------------- | ------------------------- | ------------ |
| 2023  | 1     | Marathon     | 2:04:52  | Eindhoven-Marathon                 | Eindhoven (Niederlande)   | 8. Oktober   |
| 2018: | 1     | Marathon     | 2:05:44  | Rotterdam marathon                 | Rotterdam (Niederlande)   | 8. April     |
| 2016: | 1     | 10.000 m     | 27:52,1  | Kenianische Meisterschaften        | Nairobi                   | 28. Mai      |
| 2016: | 2     | Halbmarathon | 1:00:05  | Internacional de Lisboa EDP        | Lissabon                  | 20. März     |
| 2015: | 3     | 25 km        | 1:14:18  | BIG Berlin                         | Berlin                    | 10. Mai      |
| 2015: | 3     | 25 km        | 29:52    | Discovery Kenya Crosscountry       | Eldoret (Kenia)           | 25. Januar   |
| 2014: | 2     | Halbmarathon | 59:01    | Ciudad de Valencia                 | Valencia (Spanien)        | 19. Oktober  |
| 2014: | 2     | 25 km        | 1:12:32  | Big Berlin                         | Berlin                    | 4. Mai       |
| 2014: | 2     | 10 km        | 28:30    | Hy-Vee Road Races                  | Des Moines IA/USA         | 27. April    |
| 2014: | 2     | 10 km        | 28:51    | World’s Best                       | San Juan, Puerto Rico     | 23. Februar  |
| 2013: | 2     | Halbmarathon | 1:00:03  | Ciudad de Valencia                 | Valencia (Spanien)        | 20. Oktober  |
| 2013: | 3     | 10 km        | 27:42,28 | Kenyan World Championships Trials  | Nairobi (Kenia)           | 13. Juli     |
| 2013: | 3     | Marathon     | 2:17:41  | Steinmetz Garborone                | Garborone (Botswana)      | 5. Mai       |
| 2013: | 2     | 10 km        | 28:29    | Hy-Vee Road Races                  | Des Moines IA/USA         | 27. April    |
| 2013: | 3     | 10 km        | 28:59    | World’s Best                       | San Juan, Puerto Rico     | 24. Februar  |
| 2012: | 2     | 10,575 km    | 35:33    | Cross International Venta de Baños | Venta de Baños (Spanien)  | 16. Dezember |
| 2012: | 2     | Halbmarathon | 59:46    | Ciudad de Valencia                 | Valencia (Spanien)        | 21. Oktober  |
| 2012: | 3     | 10 km        | 26:52,65 | Ivo vanDamme Memorial              | Brüssel (Belgien)         | 7. September |
| 2012: | 3     | 5 km         | 13:03,37 | KBC Night of Athletics             | Heusden (Belgien)         | 7. Juli      |
| 2012: | 1     | 10 km        | 27:19,74 | Afrikanische Meisterschaften       | Porto-Novo (Benin)        | 27. Juni     |
| 2012: | 1     | 10 km        | 27:49,53 | Kenianische Meisterschaften        | Nairobi (Kenia)           | 14. Juni     |
| 2012: | 3     | 15 km        | 43:22    | Puy-en-Velay                       | Puy-en-Velay (Frankreich) | 1. Mai       |
| 2012: | 3     | Halbmarathon | 59:11    | ABN AMRO City Pier City            | Den Haag (Niederlande)    | 11. März     |
| 2011: | 2     | Halbmarathon | 59:47    | Ciudad de Valencia                 | Valencia (Spanien)        | 23. Oktober  |

## Persönliche Jahresbestleistungen
5000 m (Bahn)
| Jahr  | Zeit     | Wettkampfort             |
| 2014: | 13:13,16 | Heusden-Zolder (Belgien) |
| 2013: | 13:13,91 | Eugene (USA)             |
| 2012: | 13:03,07 | Heusden-Zolder (Belgien) |

10.000 m (Bahn)
| Jahr  | Zeit     | Wettkampfort      |
| 2016: | 27:52,1  | Nairobi (Kenia)   |
| 2014: | 27:30,94 | Eugene (USA)      |
| 2013: | 27:28,50 | Moskau (Russland) |
| 2012: | 26:52,65 | Brüssel (Belgien) |
| 2011: | 27:48,5  | Nairobi (Kenia)   |

10 km (Straße)
| Jahr  | Zeit  | Wettkampfort |
| 2015: | 28:15 | Valencia     |
| 2014: | 27:43 | Valencia     |
| 2013: | 28:14 | Zaandam      |
| 2012: | 27:51 | Valencia     |

15 km (Straße)
| Jahr  | Zeit  | Wettkampfort |
| 2016: | 42:33 | Istanbul     |
| 2015: | 42:42 | Berlin       |
| 2014: | 41:57 | Valencia     |
| 2013: | 41:46 | Valencia     |
| 2012: | 42:03 | Kopenhagen   |

10 Meilen (Straße)
| Jahr  | Zeit  | Wettkampfort          |
| 2015: | 46:28 | Tilburg (Niederlande) |

20 km (Straße)
| Jahr  | Zeit  | Wettkampfort |
| 2016: | 56:51 | Lissabon     |
| 2015: | 55:58 | Valencia     |
| 2014: | 56:46 | Valencia     |
| 2013: | 56:58 | Valencia     |
| 2012: | 58:00 | Prag         |

Halbmarathon (21,0975 m)
| Jahr  | Zeit  | Wettkampfort |
| 2016: | 60:05 | Lissabon     |
| 2015: | 60:17 | Berlin       |
| 2014: | 59:01 | Valencia     |
| 2013: | 59:55 | Neu-Delhi    |
| 2012: | 59:11 | Den Haag     |
| 2011: | 59:47 | Valencia     |
| 2009: | 62:59 | Nairobi      |

25 km Straßenlauf
| Jahr  | Zeit    | Wettkampfort |
| 2011: | 1:14:18 | Berlin       |
| 2016: | 1:12:32 | Berlin       |

Marathon
| Jahr  | Zeit    | Wettkampfort |
| 2015: | 2:12:08 | Gyeongju     |
| 2023  | 2:04:52 | Eindhoven    |